# Bedford (Wyoming)
Bedford è un census-designated place degli Stati Uniti d'America, situato nella Contea di Lincoln nello stato del Wyoming. Nel censimento del 2000 la popolazione era di 169 abitanti.

## Geografia fisica
Secondo i rilevamenti dell'United States Census Bureau, la località di Bedford si estende su una superficie di 5,8 km², tutti occupati da terre.

## Popolazione
Secondo il censimento del 2000, a Bedford vivevano 169 persone, ed erano presenti 49 gruppi familiari. La densità di popolazione era di 29,1 ab./km². Nel territorio comunale si trovavano 73 unità edificate. Per quanto riguarda la composizione etnica degli abitanti, il 97,04% era bianco, l'1,18% era nativo, lo 0,59% apparteneva ad altre razze e l'1,18% a due o più. La popolazione di ogni razza ispanica corrispondeva all'1,18% degli abitanti.
Per quanto riguarda la suddivisione della popolazione in fasce d'età, il 28,4% era al di sotto dei 18, il 3,6% fra i 18 e i 24, il 20,1% fra i 25 e i 44, il 26,6% fra i 45 e i 64, mentre infine il 21,3% era al di sopra dei 65 anni di età. L'età media della popolazione era di 42 anni. Per ogni 100 donne residenti vivevano 89,9 uomini.